# RAVE
RAVE (RAdial Velocity Experiment, експеримент з радіальних швидкостей) — багатоволоконний спектроскопічний астрономічний огляд зір у Чумацькому Шляху за допомогою 1,2-метрового британського телескопа Шмідта в Англо-Австралійській обсерваторії (ААО), який проводився в 2003—2013 роках. Наукова команда RAVE складалася з дослідників понад 20 установ усього світу та координувалася Інститутом астрофізики Лейбніца в Потсдамі.
Огляд RAVE охоплював 20 000 квадратних градусів неба в південній півкулі і ставив за головну мету отримання променевої швидкості зір зі спостережуваних спектрів. Також була отримана додаткова інформація, така як ефективна температура, поверхнева гравітація, металічність, фотометричний паралакс і хімічний склад зір.
5 квітня 2013 року RAVE завершив збір даних. Протягом майже десятирічної кампанії спостережень невелика команда спостерігачів AAO отримала загалом 574 630 спектрів 483 330 окремих зір.

## Опис
Метою RAVE було визначення радіальної швидкості зір для вивчення руху зір у тонкому та товстому диску та зоряному гало Чумацького Шляху. RAVE використовував волоконну оптику для виконання кількох одночасних спектроскопічних досліджень до 150 зір під час одного спостереження. Таким чином він міг отримати репрезентативну вибірку найближчих зір у нашій Галактиці на великій площі неба.
Для більшості зір RAVE також доступні дані про власний рух. Поєднавши власний рух із відстанню, отриманою методом фотометричного паралаксу, можна обчислити швидкість цих зір перпендикулярно до променя зору. Разом із даними про радіальну швидкість можна отримати повну 6-вимірну інформацію про фазовий простір зір.
RAVE доповнює програму SEGUE проекту SDSS, оскільки це дослідження південної півкулі, широкого поля, середньої глибини, проміжної спектральної роздільної здатності з обмеженим покриттям довжини хвилі. Навпаки, SEGUE – це дослідження північної півкулі з вибраним кутовим охопленням, глибокими експозиціями, низькою роздільною здатністю, але охопленням великої довжини хвилі.
Більшість зір, які спостерігали у RAVE, перебувають на відстані від 1 500 світлових років (0,46 кпк) до 13 000 світлових років (4,0 кпк) від Сонця, тому RAVE проводить зйомки на півдорозі до Центру Галактики та на півдорозі до краю диска Галактики.

## Спостереження
2004 року після завершення огляду 6dF Британський телескоп Шмідта в Обсерваторії Сайдинг-Спрінг був призначений для огляду RAVE. Перша пілотна фаза дослідження пройшла з квітня 2003 по квітень 2004 року, коли RAVE проводив спостереження від час повного місяця. RAVE скористався широким полем Британського телескопа Шмідта (6 градусів) і можливостями спектрографа 6dF.
У цьому спектрографі застосовуються змінні пластини, на яких робот заздалегідь закріплює оптичні волокна. Волокна закріплюють у точках, куди проєктуватимуться досліджувані зорі. На кожну пластину закріплюється по 150 волокон. Кожне з них прикріплено до «кнопки», яка позиціонується роботом (із точністю до 10 мікрометрів, що відповідає 0,7 кутової секунди на небосхилі), щоб уловлювати світло від однієї цільової зорі. Після того, як польову табличку налаштовано, вона відповідає візерунку зір на небі, який спостерігатиметься. Доступно три польові пластини: поки одна пластина використовується в телескопі, інші налаштовує робот. Із телескопа світло надсилається оптичними волокнами до блоку спектрографа, де розсіюється через дифракційну гратку, а потім записується на ПЗЗ-матрицю 1056×1027.
Початкова перевірка якості даних виконується в університеті Маккуорі (Австралія), а результати надсилаються до університету Падуї (Італія) для редукції спостережень. Редуковані дані потім надсилаються до Інституту астрофізики Лейбніца в Потсдамі (Німеччина) для остаточного визначення радіальної швидкості та інших параметрів зір.

## Доступ до даних
Дані RAVE доступні з веб-сервера RAVE або з каталогу VizieR. Дані включають радіальні швидкості, параметри зір (температури, силу тяжіння, металічність), поширеність елементів в них і фотометричні паралакси, а також додаткову фотометрію та астрометрію.

## Результати
Дослідження RAVE зосереджуються або на особливих зорях і об’єктах, або на загальних тенденціях різних компонентів нашої Галактики, зосереджуючись на структурі та формуванні Чумацького Шляху. Наприклад, RAVE підходить для пошуку зоряних потоків, деякі з яких є залишками карликових галактик, які злилися з Чумацьким Шляхом під час його формування. Пошук зоряного потоку з карликової сфероїдальної галактики Стрільця, яка зараз зливається з Чумацьким Шляхом, поблизу Сонця дав нульовий результат, що допомогло обмежити форму гало темної матерії Чумацького Шляху. Інше дослідження зір із найвищою швидкістю було використано для обмеження локальної другої космічної швидкості для Галактики, а отже, і маси темного гало.
RAVE був попередником космічної місії Gaia і допоміг показати науковий потенціал таких досліджень зір Галактики[джерело?].

## Дивись також
- Слоанівський цифровий огляд неба
- Gaia